# تبريد وتدفئة بالإشعاع
أنظمة التبريد والتدفئة بالإشعاع هي أسطح متحكم بحرارتها تتبادل الحرارة مع البيئة المحيطة عن طريق الحمل والإشعاع. بالتعريف، في أنظمة التبريد والتدفئة بالإشعاع، يؤمن الإشعاع الحراري ما يزيد عن 50% من التبادل الحراري ضمن المكان. تعمل الأنظمة الهيدرونية (المائية الإلكترونية) للتدفئة والتبريد بالإشعاع على الماء. تنقل الحرارة من خلال ألواح أو مكونات مدمجة في الأبنية (الأرضيات أو الأسقف أو الجدران). تشمل الأنواع الأخرى الأنظمة العاملة على الهواء والأنظمة الكهربائية (التي تستخدم المقاومة الكهربائية بغرض التدفئة بشكل رئيسي). عادةً ما يتطلب التبادل الحراري الإشعاعي مساحاتٍ هامة من أسطح البناء.

## التدفئة
التدفئة بالإشعاع تقنية مستخدمة لتدفئة المساحات الداخلية والخارجية. يمكن ملاحظة التدفئة بالطاقة الإشعاعية في الحياة اليومية من خلال دفء الإشعاع الشمسي كأوضح مثال. التدفئة بالإشعاع كتقنية هي محددة بشكل أدق. وهي طريقة الاستخدام المتعمد على مبادئ الإشعاع الحراري لانتقال الطاقة الإشعاعية من مصدر حراري باعث (مرسل) إلى جسم ما. ينظر إلى تصاميم تستخدم الحرارة بالإشعاع كبدائل للتدفئة التقليدية بالحمل بالإضافة لكونها طريقة لتوفير تدفئة خارجية مركزة.

### داخل الأبنية
تسخن التدفئة بالإشعاع الأبنية عن طريق الحرارة الإشعاعية، وذلك بدلًا من وسائل التدفئة التقليدية كالمشعات (تدفئة تعتمد على الحمل أكثر من غيره). مثال على ذلك فرن القرميد النمساوي/ الألماني، نوع من سخانات الأبنية (أفران التدفئة الداخلية). وجدت أنظمة إشعاع وحمل وتوصيل مختلطة منذ الاستعمال الروماني لأنظمة التدفئة المسماة هيبوكاوستوم. أنظمة التدفئة الإشعاعية تحت الأرضية منتشرة بكثرة منذ زمن بعيد في الصين وكوريا. تبعث الطاقة الحرارية من عنصر ساخن، كأرضية أو جدار أو لوح علوي، وتدفئ الأشخاص والموجودات الأخرى في الغرف بدلًا من تدفئة الهواء بشكل مباشر. قد تكون درجة حرارة الهواء الداخلي في الأبنية المدفأة بالإشعاع أقل منها في الأبنية المدفأة بالحمل للوصول لنفس درجة الارتياح الحراري للجسم، وذلك عند تعديلها بحيث تكون الحرارة التي يشعر بها الإنسان نفسها في الواقع. إحدى أهم الميزات الرئيسية لأنظمة التدفئة بالإشعاع هي الانخفاض الكبير في دوران الهواء داخل الغرفة وما يرافق ذلك من انتشار الجزئيات المحمولة بالهواء.
يمكن تقسيم أنظمة التدفئة/ التبريد بالإشعاع إلى:
- أنظمة تدفئة تحت أرضية كهربائية أو هيدرونية
- أنظمة تدفئة جدارية
- ألواح سقفية مشعة

غالبًا ما تدعى أنظمة التدفئة تحت الأرضية والجدارية أنظمة درجات حرارة منخفضة. تتطلب هذه الأنظمة درجات حرارة أقل بكثير من غيرها للوصول إلى نفس مستوى الانتقال الحراري؛ بسبب كون سطح التسخين أكبر بكثير من نظرائه في الأنظمة الأخرى. يوفر هذا مناخًا محسنًا للغرفة بدرجات رطوبة أكثر صحية. يمكن أن يتراوح الحد الأعظمي لدرجات حرارة سطح التسخين من 29 إلى 35 درجة مئوية (84-95 درجة فهرنهايت) حسب طبيعة الغرفة. تستخدم الألواح العلوية المشعة غالبًا في منشآت الإنتاج والتخزين أو المراكز الرياضية؛ ترتفع بضعة أمتار عن الأرض ودرجات الحرارة السطحية لها أعلى بكثير.

### خارجًا
في حالة تدفئة المساحات الخارجية، يتحرك الهواء المحيط بشكل مستمر. من غير العملي في معظم الحالات الاعتماد على التدفئة بالحمل، والسبب في ذلك يرجع إلى أنه بمجرد أن تسخن الهواء الخارجي، سيذهب مع الريح. حتى في حال عدم وجود ريح، ستؤدي آثار مبدأ الطفو (انتقال الحرارة الشاقولي بالحمل) إلى رفع الهواء الساخن. تسمح مشعات التدفئة الخارجية لمساحات محددة ضمن مساحة خارجية بأن تكون مستهدفة، مدفئةً فقط الأشخاص والموجودات في طريقها. يمكن أن تشغل أنظمة التدفئة بالإشعاع من خلال الغاز أو باستخدام عناصر كهربائية للتسخين بالأشعة تحت الحمراء. من الأمثلة على المسخنات الإشعاعية العلوية هي المسخنات المظلية المستعملة للخدمة في الخارج على الأغلب. يعكس القرص المعدني العلوي الحرارة الإشعاعية إلى مساحة صغيرة.

## التبريد
التبريد الإشعاعي هو استخدام الأسطح المبردة لإزالة الحرارة المحسوسة بواسطة الإشعاع الحراري بشكل رئيسي وبطرق أخرى كالحمل بشكل ثانوي فقط. تعرف الجمعية الأمريكية لمهندسي التبريد والتدفئة وتكييف الهواء (آشري) الأنظمة الإشعاعية على أنها أسطح متحكمة بدرجة حرارتها تكون فيها نسبة 50% أو أكثر من انتقال الحرارة في التصميم على شكل إشعاع حراري. تعد الأنظمة الإشعاعية التي تستخدم الماء لتبريد أسطح الإشعاع أمثلةً على الأنظمة الهيدرونية. على عكس أنظمة «الهواء فقط» لتكييف الهواء والتي تدير الهواء المبرَّد فقط، تدير الأنظمة الهيدرونية الماء المبرَّد في أنابيب عبر ألواح مركبة خصيصًا في أرضية أو سقف المبنى لتأمين درجات حرارة مريحة. يوجد نظام منفصل لتأمين هواء التهوية وإزالة الرطوبة وفي بعض الأحيان للتبريد الإضافي. أنظمة الإشعاع أقل شيوعًا من أنظمة الهواء فقط لأغراض التبريد، لكن من الممكن أن تمتلك مزايا مقارنةً مع أنظمة الهواء فقط في بعض التطبيقات.
بما أن معظم العملية التبريدية تنتج عن إزالة الحرارة المحسوسة عبر تبادل حراري إشعاعي مع الأشخاص والأشياء وليس الهواء، يمكن الوصول إلى راحة السكان الحرارية من خلال هواء داخلي أدفأ من ذلك الذي تحتاجه أنظمة التبريد العاملة بالهواء. يحتمل أن توفر أنظمة التبريد الإشعاعي تخفيضات في استهلاك الطاقة للتبريد. تجب معالجة الأحمال الكامنة (الرطوبة) من الأشخاص وارتشاح الماء والعمليات بشكل عام من خلال نظام مستقل. من الممكن أيضًا مكاملة التبريد الإشعاعي مع أساليب أخرى موفرة للطاقة كالتبريد السلبي الليلي أو التبريد التبخيري غير المباشر أو المضخات الجيوحرارية (مضخات الحرارة الباطنية) إذ تتطلب فرقًا صغيرًا في درجات الحرارة بين درجة الحرارة المرغوبة في الداخل ودرجة حرارة السطح المبرَّد.

### تاريخيًّا
رُكبت أنظمة التبريد الإشعاعية الأولى في أواخر الثلاثينيات والأربعينيات في أوروبا، وبحلول الخمسينيات في الولايات المتحدة الأمريكية. أصبحت أكثر رواجًا في أوروبا في التسعينيات ولا تزال تستخدم حتى اليوم.

### المزايا
توفر أنظمة التبريد الإشعاعي استهلاكًا طاقيًّا أقل من أنظمة التبريد التقليدية وفقًا لبحث أجرته مكتبة لورنس بيركلي الوطنية. يعتمد توفير التبريد الإشعاعي للطاقة على المناخ، ولكن متوسط التوفير في الولايات المتحدة في حدود 30% مقارنةً بأنظمة التبريد التقليدية. قد يبلغ التوفير في المناطق الباردة الرطبة 17% بينما في المناطق الساخنة الجافة يمكن أن يصل إلى 42%. يوفر المناخ الحار الجاف الأفضلية الأكبر للتبريد الإشعاعي بسبب اعتماد التبريد فيه على التخلص من الحرارة المحسوسة بنسبة أكبر. رغم أن هذا البحث يضيف معلومات جديدة، ينبغي إجراء أبحاث أكثر تعوض عن محدودية إمكانيات أدوات المحاكاة ومقاربات الأنظمة التكاملية (التي تستخدم وسائل تبريد إضافية). يعزى الكثير من التوفير في الطاقة إلى المقدار الأقل من الطاقة التي يحتاجها ضخ الماء بالمقارنة مع توزيع الهواء بواسطة المراوح. بمزاوجة النظام مع كتلة البناء، يمكن للتبريد الإشعاعي تحويل جزء من التبريد إلى ساعات الليل البعيدة عن وقت الذروة. يبدو أن أنظمة التبريد الإشعاعي تتطلب كلفة تأسيسية أقل وكلفة إجمالية أقل مقارنة بالأنظمة التقليدية. يعزى الانخفاض في الكلفة التأسيسية بشكل كبير إلى التكامل مع البنية وعناصر التصميم، بينما يعزى انخفاض الكلفة الإجمالية (كلفة دورة حياة النظام) إلى انخفاض متطلبات الصيانة. لكن، شكّلت دراسة حديثة عن مقارنة بين أنظمة حجم الهواء المتغير (في إيه في) للتسخين الاسترجاعي والقضبان المبردة النشطة وأنظمة الهواء الخارجي المخصص العاملة بالتوازي (دي أو إيه إس) تحديًا للادعاءات القائلة بانخفاض الكلفة التأسيسية، وذلك بسبب الكلفة الإضافية لتمديد الأنابيب.